# Friedrichstal (Stutensee)
Friedrichstal ist ein Ort nördlich von Karlsruhe, der seit 1. Januar 1975 zusammen mit den drei Nachbarorten Blankenloch, Spöck und Staffort die Gemeinde Stutensee bildet, welche seit dem 1. Januar 1998 eine Große Kreisstadt ist. Durch den Ort fließt die Heglach und die Alte Bach..

## Geschichte

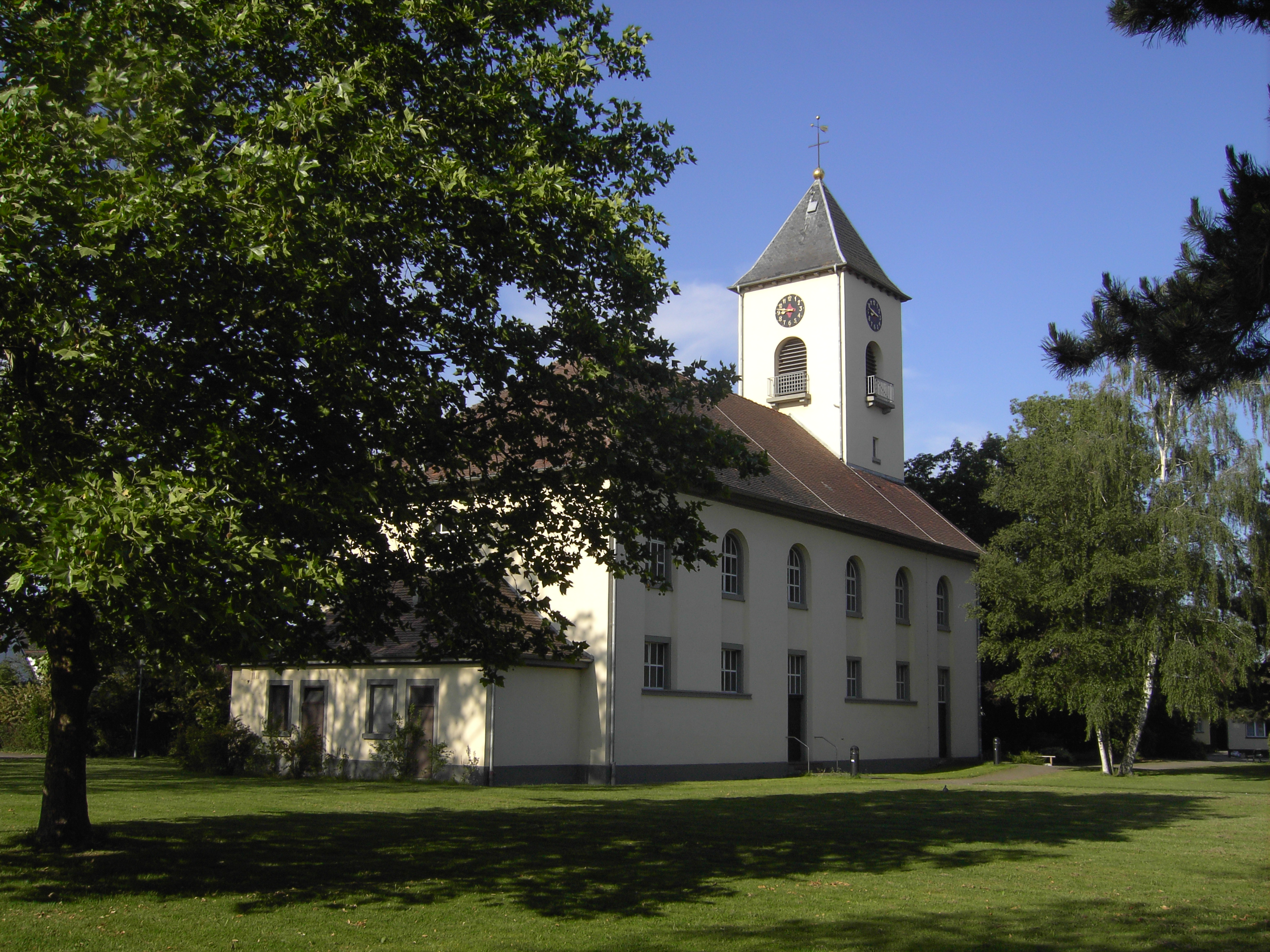
Evangelische Kirche

Friedrichstal ist eine Gründung von Religionsflüchtlingen aus Nordfrankreich (Hugenotten, Edikt von Fontainebleau), Belgien und der Schweiz. Der Ort entstand ab 1699 auf dem gerodeten Hardtwald unter Hinzuziehung von Teilen der Gemeinde Spöck. Der in die neue Heimat mitgebrachte Tabaksamen und die Anbauerfahrung mit Tabak wurde bald zur wirtschaftlichen Basis des Dorfes und der umliegenden Hardtgemeinden. Die Sorte „Friedrichstaler“ wurde bis in die 1950er Jahre angebaut.
Ihren Namen (Fridericiana Vallis, Friedrichstal) erhielt die Siedlung von Markgraf Friedrich Magnus von Baden-Durlach, der die Ansiedelung gestattete und das Land überlassen hatte. Im Jahr darauf, am 18. Juli 1700, wurde Friedrichstal eine selbständige Gemeinde. 1710 erhielt Friedrichstal einen eigenen evangelischen Pfarrer. Die evangelische Kirche im Weinbrennerstil wurde jedoch erst im Jahre 1830 eröffnet. Mit der Zeit wuchs auch die katholische Gemeinde in Friedrichstal, so dass im Jahr 1958 schließlich die katholische Kirche St. Elisabeth gebaut und 1962 geweiht wurde.
Am 1. Januar 1975 kam Friedrichstal zur neuen Gemeinde Stutensee.
Viele Familiennamen der ursprünglichen Neusiedler sind noch heute in Friedrichstal anzutreffen: Barié, Borel, Calmez, Gaßmann, Gorenflo, Giraud, Herlan, Hornung, Karle, Lacroix, Mahler, Meyer, Schanz, Schönthal, Siegrist, Sutz und Thibaut.

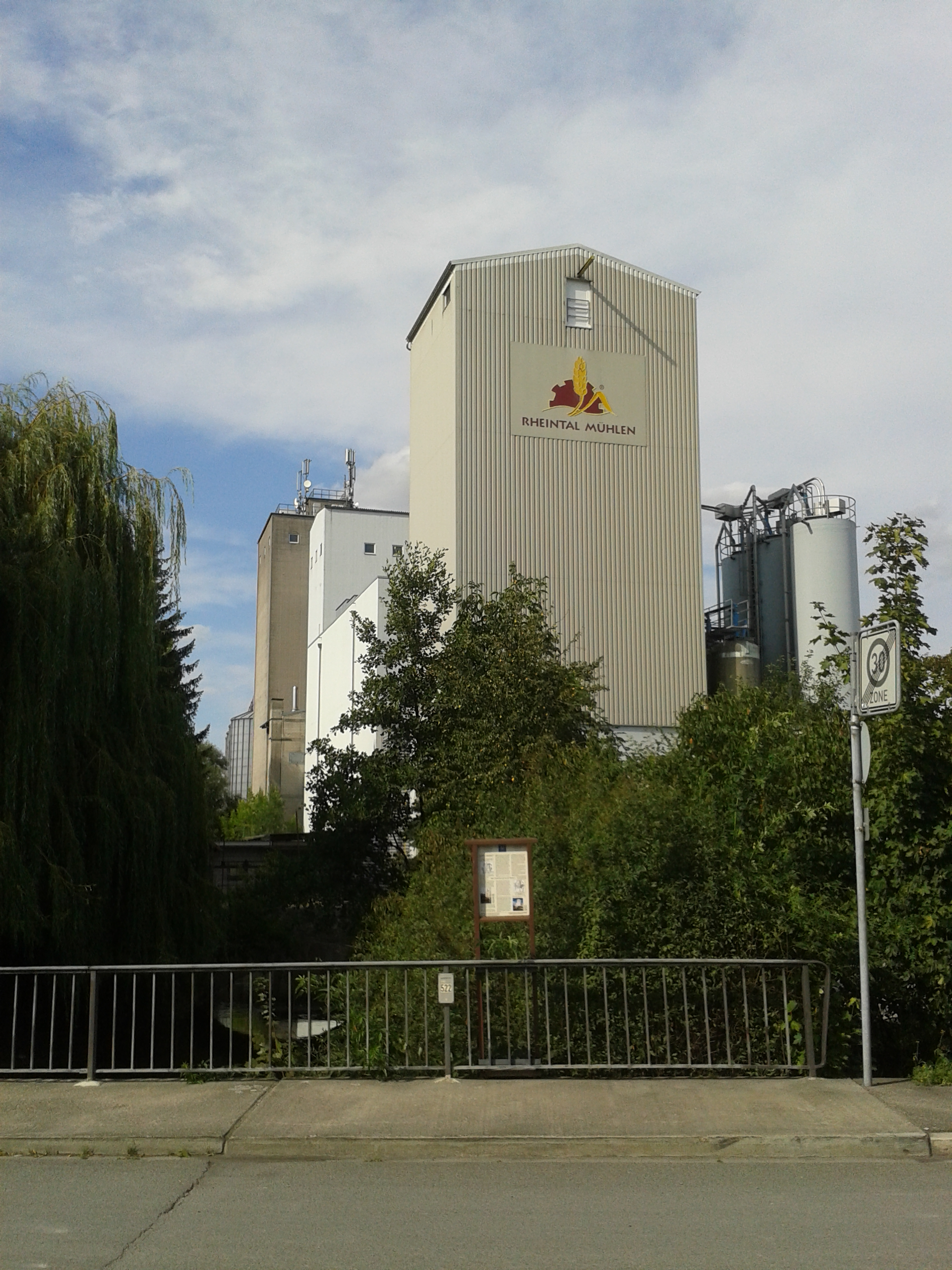
Friedrichstaler Mühle

## Wirtschaft und Politik
Traditionell lebten die Friedrichstaler von Spargel- und Tabakanbau, die jedoch heute keine große Rolle mehr spielen. Ein Teil der ehemaligen Tabakwarenfabrik wird heute als Künstleratelier und sporadische Ausstellungsfläche genutzt, der Großteil wurde aufwändig saniert und zu Wohnraum umgebaut. Heute noch wichtiger Wirtschaftsfaktor im Ort ist die an der Heglach gelegene und bereits 1727 gegründete Friedrichstaler Mühle im Norden des Dorfes.
Seit 1982 besteht eine Partnerschaft mit der französischen Stadt Saint-Riquier in der Picardie, jener Gegend, aus der einst die Gründer von Friedrichstal geflohen waren.
Seit dem 24. Juni 2006 ist Friedrichstal an das Karlsruher Stadtbahnnetz angebunden.

## Bildung

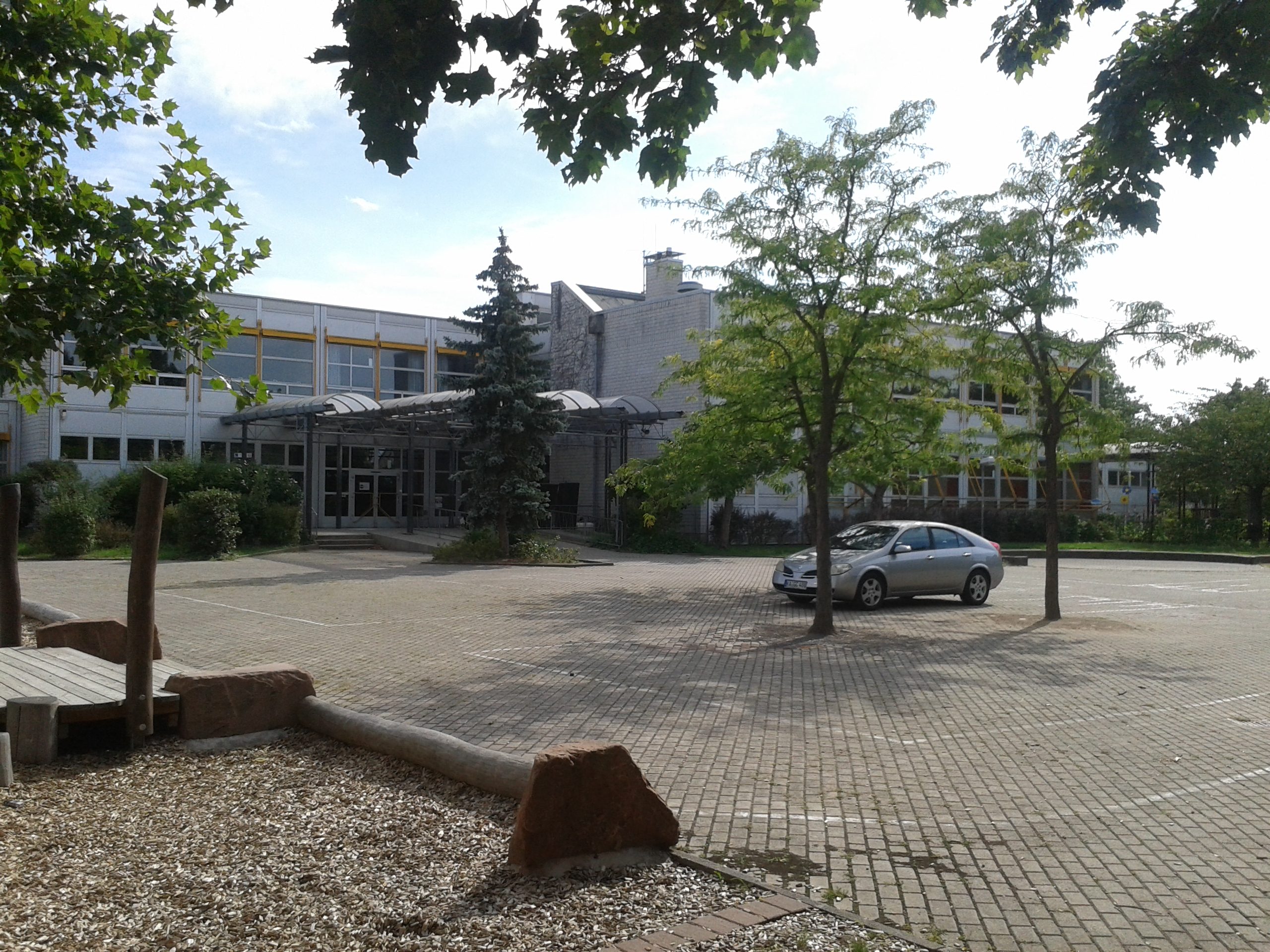
Friedrich-Magnus-Schule

Im Ort ansässig sind je ein evangelischer, ein katholischer und städtischer Kindergarten. Außerdem befindet sich in Friedrichstal die Friedrich-Magnus-Schule, eine Grund- und Hauptschule mit Werkrealschule. Gymnasiale Bildung ist im Nachbarort Blankenloch im Thomas-Mann-Gymnasium Stutensee zu erlangen.

## Sport
Im Ort ansässig sind der Fußballverein FC Germania Friedrichstal und der Sportverein TV Friedrichstal.

## Persönlichkeiten
- Pascal Borel (* 1978), Fußballspieler
- Werner Raupp (* 1955), Historiker und Philosoph, wohnt in Hohenstein (Württ.) auf der Schwäbischen Alb
- Robert Roth (* 1963), römisch-katholischer Diplomtheologe und Diakon
- Fritz Vollmer (1925–2011), Fußballtrainer des DFB Frankfurt